# (36936) 2000 SF227
2000 SF227 (asteroide 36936) é um asteroide da cintura principal. Possui uma excentricidade de 0.12023400 e uma inclinação de 11.07435º.
Este asteroide foi descoberto no dia 27 de setembro de 2000 por LINEAR em Socorro.